# Ładjino
Ładjino (ros. Ладьино) – wieś (dieriewnia) w Rosji, w obwodzie twerskim, w rejonie torżockim. W 2021 liczyła 189 mieszkańców.